# فرناو
فرناو (بالألمانية: Wernau) هي مدينة وبلدة ألمانية تقع في بادن-فورتمبيرغ في ألمانيا. يقدر عدد سكانها بـ 12,316 نسمة .